# Государственное агентство по туризму (Азербайджан)
Государственное агентство по туризму Азербайджана (азерб. Azərbaycan Respublikası Dövlət Turizm Agentliyi) — государственный орган, осуществляющий государственное управление в области туризма Азербайджана.

## Общие сведения
20 апреля 2018 года было упразднено Министерство культуры и туризма Азербайджана. На его базе было создано Государственное агентство по туризму.
Положение об Агентстве было утверждено 21 сентября 2018 года.

## Задачи
- проведение государственной политики в сфере туризма
- обеспечение координации с другими государственными органами, учреждениями, организациями, физическими и юридическими лицами с целью развития туризма
- осуществление государственного контроля в сфере туризма
- охрана исторических и культурных памятников
- разработка концепций развития туризма
- обеспечение соблюдения международных договоров в сфере туризма
- обеспечение развития оздоровительного, спортивного, горного, зимнего, культурного, делового, экологического туризма
- определение направления развития туристических регионов, курортных зон, заповедников Азербайджана

## Структура
В состав Агентства входят:
- Отдел политики и стратегии в области туризма
- Отдел культурного наследия и регионального туризма
- Отдел по международным связям
- Региональные управления туризма (Абшеронское, Гянджинское, Шекинское, Лянкяранское, Мингячевирское, Губинское, Карабахское, Исмаиллинское)

Организации, подотчётные Агентству: 
- Бюро азербайджанского туризма
- Центр управления заповедниками Азербайджана
- Центры туристической информации

В подчинении Агентства также находятся Шахдагский зимне-летний туристический комплекс, Азербайджанский университет туризма и менеджмента, Азербайджанский национальный центр кулинарии.

## Председатели
- Фуад Нагиев (с 21 апреля 2018)[5]

## Деятельность
18 сентября 2023 года на основе номинационного документа, подготовленного Агентством, культурный ландшафт народа Хыналыг и маршрут перегона скота «Кёч-Йолу» внесены в Список объектов всемирного наследия ЮНЕСКО

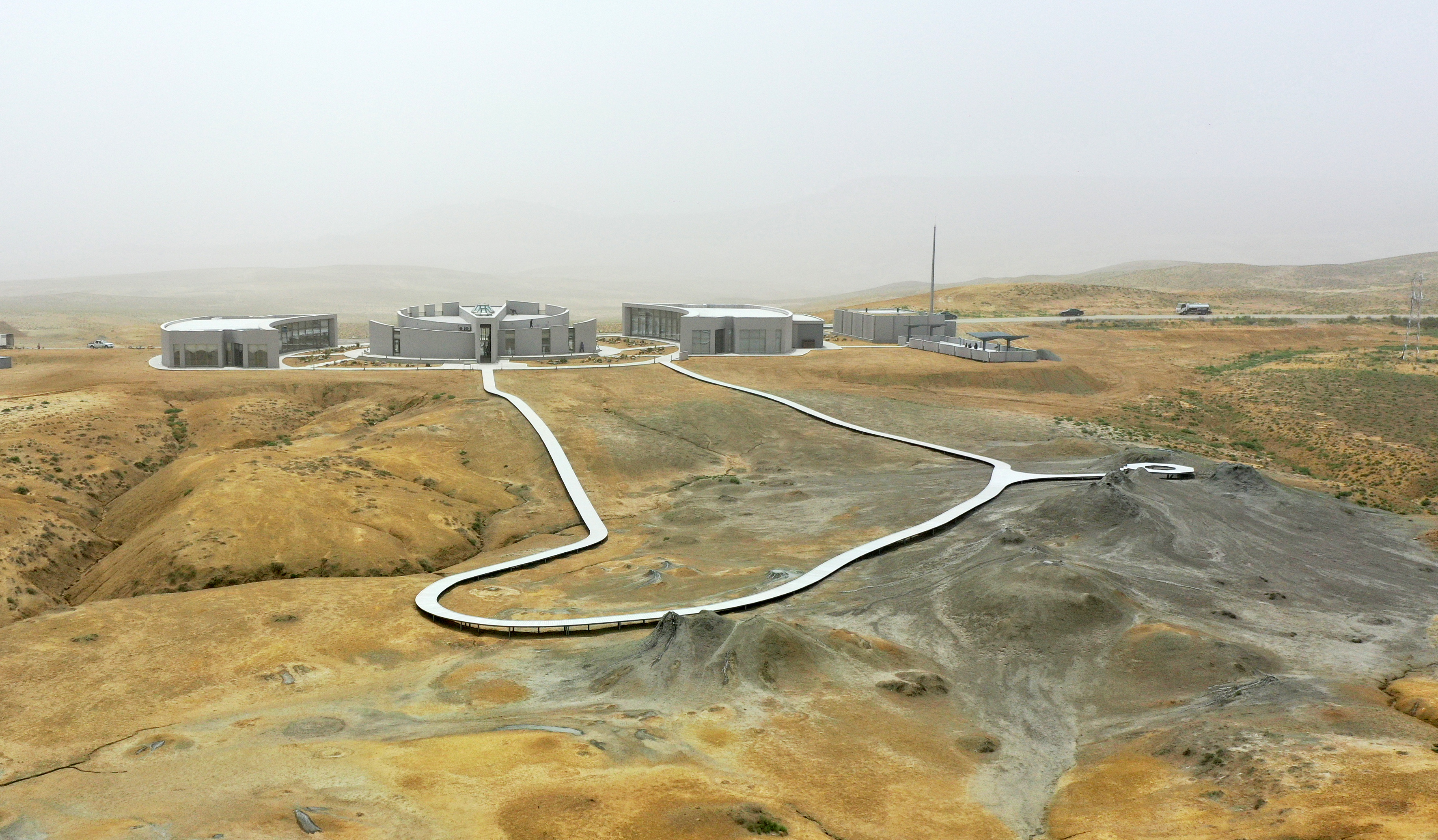
Туристический комплекс грязевых вулканов

1 декабря 2023 года Агентством совместно с Организацией тюркских государств проведена международная конференция на тему «Перспективы культурного туризма тюркского мира». В конференции приняли участие представители государственных органов Азербайджана, Турции, Казахстана, Кыргызстана, Узбекистана, Туркменистана, Турции, Венгрии. Обсуждалось создание новых туристических маршрутов.
13 июня 2024 на территории Абшеронского района открыт туристический комплекс грязевых вулканов площадью 12 гектар.
Центром кулинарии организуются тренинги для сотрудников гостиничных ресторанов, предприятий общественного питания туристической отрасли. В тренингах, проведённых в октябре 2024 года в преддверии COP29 приняли участие 500 представителей 220 предприятий.